# Bob Akin

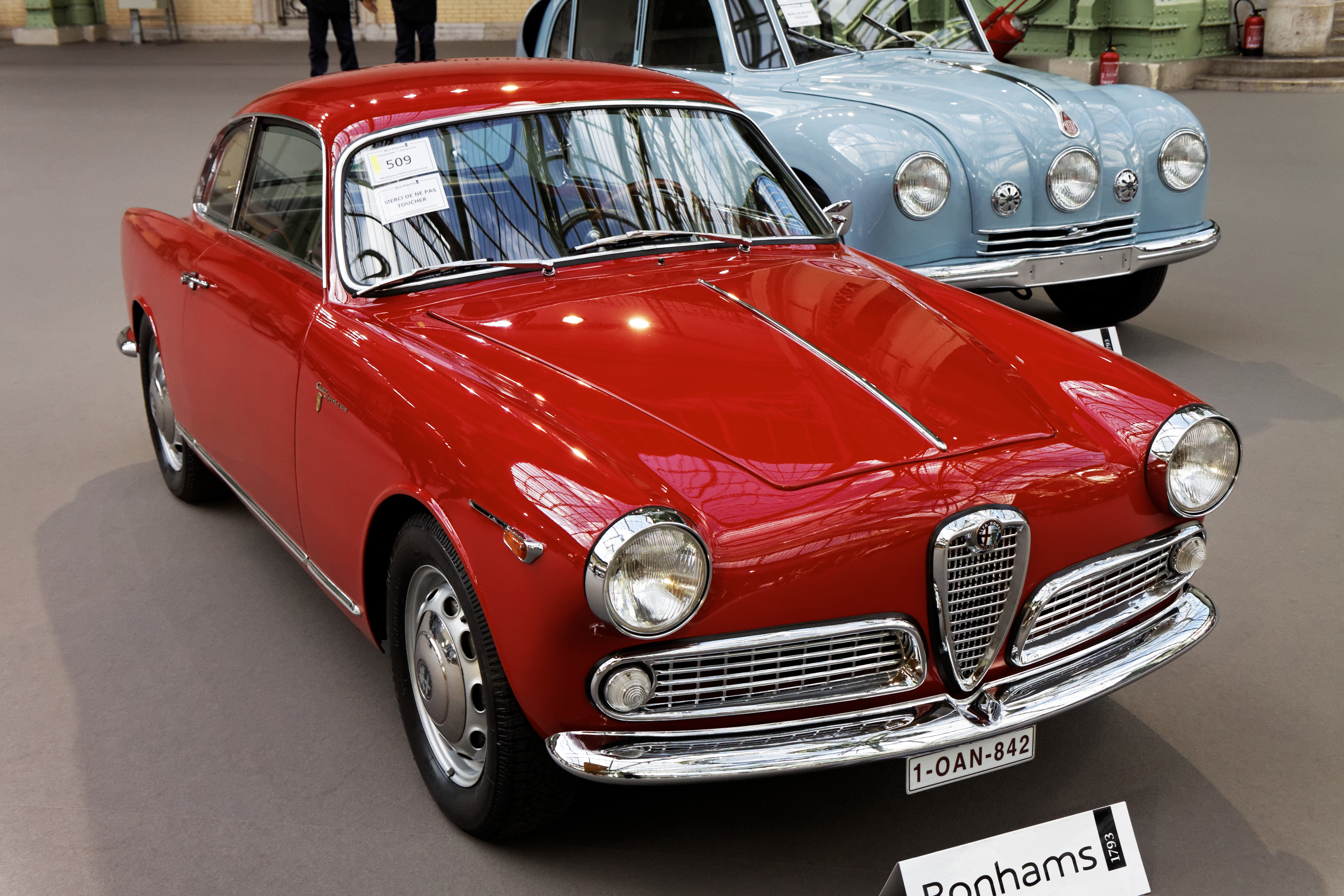
Ein Alfa Romeo Giulietta Sprint Veloce war Akins erster Rennwagen

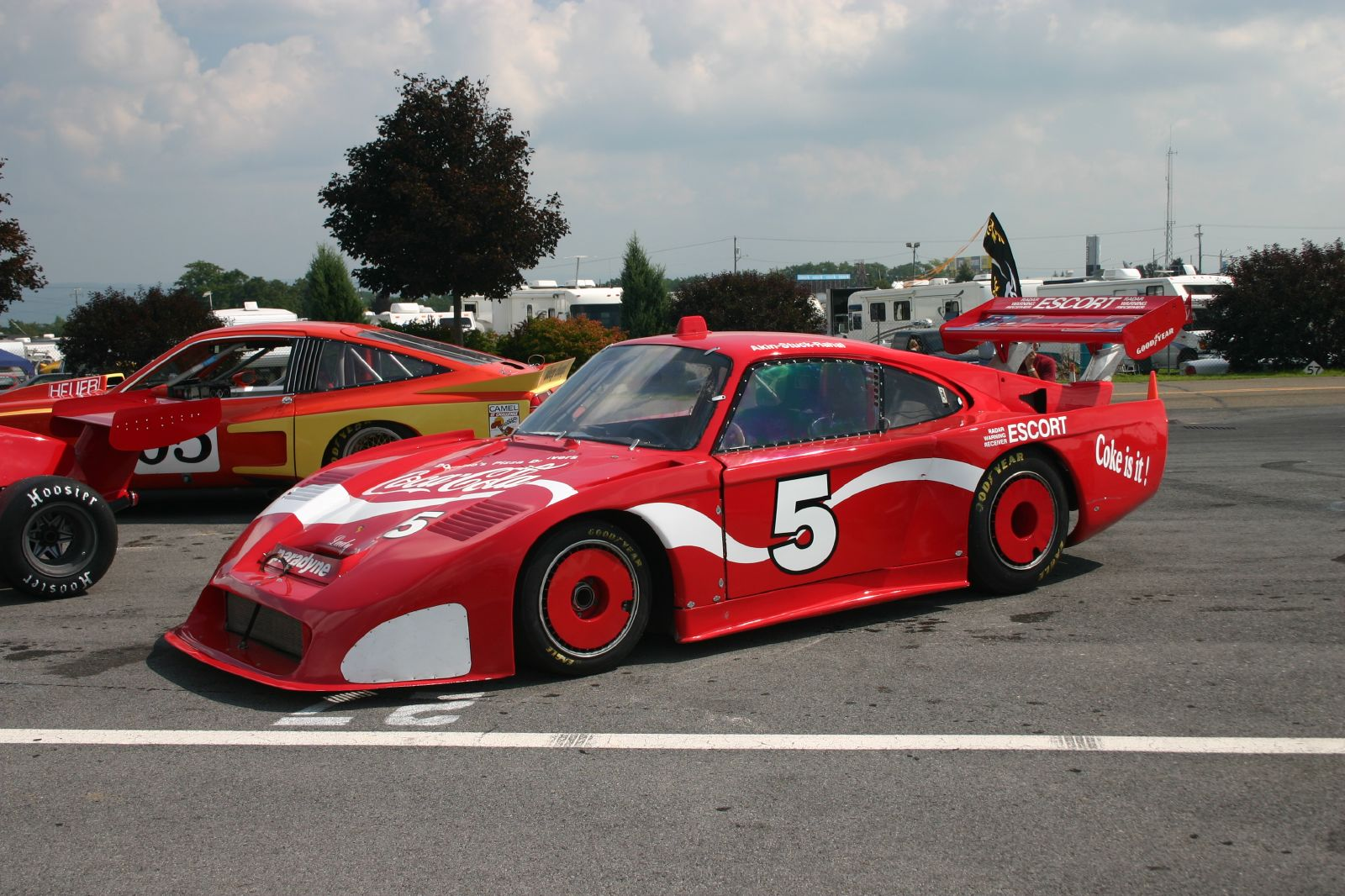
Der Porsche 935-84, mit dem Bob Akin 1984 in der IMSA-GTP-Serie am Start war

Robert Macomber „Bob“ Akin (* 6. März 1936 in Tarrytown; † 29. April 2002 in Atlanta) war ein US-amerikanischer Unternehmer, Journalist, Automobilrennfahrer und Rennstallbesitzer.

## Ausbildung und Unternehmer
Bob Akin kam 1936 in Tarrytown, einer Kleinstadt am östlichen Ufer des Hudson River, etwa 40 Kilometer nördlich Manhattans, zur Welt. Aufgewachsen ist er in der Nachbargemeinde Sleepy Hollow. Die Grundschulen besuchte er in Tarrytown; in der dortigen Hackley School war er 30 Jahre lang im Schulvorstand und von 1980 bis 1990 Präsident. In den 1950er-Jahren studierte er an der Columbia University in New York City und erreichte den Bachelor in Ingenieurwissenschaften und den Master in Betriebswirtschaftslehre.
40 Jahre lang arbeitete er im Brotberuf bei der Hudson Wire Company, einem Familienunternehmen das 1901 von seinem Großvater gegründet wurde. Von 1974 bis 1995 war er Geschäftsführer des in den späten 1980er-Jahren weltweit führenden Lieferanten für Spezialkabeln für die Flugzeugindustrie. 1989 wurden die Familienanteile an den Bergbau-Konzern Phelps Dodge verkauft.

## Karriere als Rennfahrer
Die Rennkarriere von Bob Akin teilte sich in zwei Teile. Sie begann 1957 und wurde nach einer Unterbrechung von zwölf Jahren 1973 vorgesetzt und dauerte schlussendlich bis 1991, als er als Fahrer vom professionellen Rennsport zurücktrat. Als er 1959 sein erstes Straßenrennen bestritt, hatte er sich bereits im Motorbootsport und bei Dragsterrennen versucht. Er engagierte mit John Fitch einen der damals bekanntesten US-amerikanischen Piloten als Fahrlehrer. Fitch war in den 1950er-Jahren Werksfahrer bei Mercedes-Benz und Chevrolet, in der Formel 1 am Start und gewann unter anderem das 12-Stunden-Rennen von Sebring 1953 und die RAC Tourist Trophy 1955. In Le Mans 1955 war er Copilot von Pierre Levegh und damit indirekt an der größten Katastrophe des Motorsports beteiligt. In einem Schnellkurs brachte Fitch Akin die wichtigsten Grundregeln des Sportwagensports bei, wonach dieser mit seiner ersten Rennlizenz und einem Alfa Romeo Sprint Veloce in der SCCA-Sportwagen-Meisterschaft an den Start ging. Schon sein drittes Rennen, eine Veranstaltung in Bridgehampton, konnte er gewinnen. Auf den Alfa Romeo folgte 1960 ein Ferrari 500TRC und mit einem Frontmotor-Volpini der Rennformel Junior bestritt er sein erstes Monopostorennen. 1961 endete diese ersten Phase des Rennfahrens, die mehr Hobby als ernsthafter Rennsport war, da er sich von nun an in führender Funktion um das Familienunternehmen kümmerte.
1973 animierte ihn sein Freund Sam Posey zur Rückkehr in den Motorsport. Er fuhr dessen Mercedes-Benz 300SL bei einem historischen Tourenwagenrennen und war dann einige Jahre in der historischen Rennszene Nordamerikas aktiv. 1978 begann er dann erneut mit dem professionellen Motorsport. Er bestritt sein erstes 24-Stunden-Rennen von Daytona, beendete seinen ersten Auftritt in Sebring als Gesamtfünfter und fuhr in Le Mans einen Porsche 935 von Dick Barbour Racing.
Akin stieg schnell zu einem der bekanntesten und erfolgreichsten US-amerikanischen Sportwagenpiloten der späten 1970er- und 1980er-Jahre auf. 1979 gewann er gemeinsam mit Rob McFarlin das 12-Stunden-Rennen von Sebring; ein Erfolg, den er 1986 an der Seite von Hans-Joachim Stuck und Jo Gartner im Porsche 962 wiederholen konnte. Seine besten Platzierungen in Daytona war die zweiten Endränge 1981 und 1982. In Le Mans war seine beste Platzierung der vierte Rang 1984. Als Akin 1987 endgültig als Fahrer zurücktrat, hatte er in seiner zweiten Karriere 114 Rennen bestritten. Zwei Gesamt- und zwei Klassensiege stehen in den Ergebnislisten, dazu kommen sieben zweite und zwei dritte Plätze.

## Journalist
Nach seinem Rücktritt als Fahrer und neben seiner Tätigkeit als Teamchef seines eigenen Rennteams war Akin nach seinem Ausscheiden bei Phelps Dodge als Journalist aktiv. Er schrieb Motorsportartikel für Road & Track und war als Co-Kommentar bei Speedvision, TBS und ESPN tätig.

## Bob Akin Motor Racing
Praktisch mit dem Beginn der zweiten Fahrerkarriere war Akin auch Rennstallbesitzer. Aus einer ersten Partnerschaft mit Steve Earle und Rick Knoop wurde 1981 Bob Akin Motor Racing. kurz BAR. Während der gesamten Einsatzzeit des Teams ging dieses immer mit der Startnummer 5 ins Rennen. Akin hatte enge Verbindungen zu Porsche und setzte Porsche-Rennwagen in der IMSA-GTP-Serie ein. Seinen 935 baute er um und ersetzte die Front durch die Nase eines Lola. Sein Porsche 962 war der zweite dieses Wagenmodells der von Zuffenhausen in die USA geliefert wurde. Akin war sehr erfolgreich bei der Akquisition von Sponsoren und konnte unter anderen auf die Gelder von Coca-Cola und Ralph Lauren zurückgreifen. Mit dem Ende der Fahrerkarriere wurde 1987 auch der Rennbetrieb eingestellt und das Team beschäftigt sich in weiterer Folge mit der Restauration von IMSA-Prototypen.

## Tod in Road Atlanta
Bob Akin starb im April 2002, als er auf der Rennstrecke von Road Atlanta in Vorbereitung für ein historisches Autorennen einen Nissan GTP ZX-Turbo testete und dabei schwer verunfallte. Er erlitt mehrere Knochenbrüche, darunter der eines Nackenwirbels, und starke Verbrennungen dritten Grades. Er wurde in das Grady Memorial Hospital in Atlanta eingeliefert und verstarb wenige Tage später. Er hinterließ seine Frau Ellen; einen Sohn, zwei Töchter und drei Enkelkinder.

## Bob Akin Memorial Motorsports Award
In Anerkennung der Leistungen von Bob Akin rief der Road Racing Drivers Club den Bob Akin Memorial Motorsports Award ins Leben, der von 2003 bis 2010 vergeben wurde. Geehrt wurde Fahrer des historischen Motorsports, die sportliche Leistungen mit großen Sportsgeist, Humor und Leidenschaft für den Sport verbinden konnten. Die Award-Träger waren: Sam Posey (2003), Charlie Gibson (2004), John Fitch (2005), James Haynes (2006), Cameron Argetsinger (2007), Jim Downing (2008), Steve Earle (2009) und Augie Pabst (2010).

## Statistik

### Le-Mans-Ergebnisse
| Jahr | Team                   | Fahrzeug       | Teamkollege              | Teamkollege   | Platzierung | Ausfallgrund       |
| ---- | ---------------------- | -------------- | ------------------------ | ------------- | ----------- | ------------------ |
| 1978 | Dick Barbour Racing    | Porsche 935/77 | Steve Earle              | Bob Garretson | Ausfall     | Unfall             |
| 1979 | Dick Barbour Racing    | Porsche 935    | Roy Woods                | Rob McFarlin  | Ausfall     | Zylinder überhitzt |
| 1980 | Racing Associates Inc. | Porsche 935K3  | Ralph Kent-Cooke         | Paul Miller   | Ausfall     | Antriebswelle      |
| 1981 | Bob Akin Motor Racing  | Porsche 935K3  | Craig Siebert            | Paul Miller   | Ausfall     | Elektrik           |
| 1982 | Bob Akin Motor Racing  | Porsche 935L   | Kenper Miller            | Dave Cowart   | Ausfall     | kein Benzin        |
| 1984 | Brun Motorsport        | Porsche 956B   | Leopold Prinz von Bayern | Walter Brun   | Rang 4      |                    |

### Sebring-Ergebnisse
| Jahr | Team                  | Fahrzeug            | Teamkollege        | Teamkollege         | Platzierung            | Ausfallgrund |
| ---- | --------------------- | ------------------- | ------------------ | ------------------- | ---------------------- | ------------ |
| 1978 | Earle & Akin Racing   | Porsche Carrera RSR | Steve Earle        | Rick Knoop          | Rang 5                 |              |
| 1979 | Dick Barbour Racing   | Porsche 935         | Roy Woods          | Rob McFarlin        | Gesamtsieg             |              |
| 1980 | Racing Associates     | Porsche 935K3       | Roy Woods          | Skeeter McKitterick | Rang 5                 |              |
| 1981 | Bob Akin Motor Racing | Porsche 935K3       | Derek Bell         | Craig Siebert       | Ausfall                | Motorschaden |
| 1982 | Bob Akin Motor Racing | Porsche 935K3/80    | Derek Bell         | Craig Siebert       | Rang 12                |              |
| 1983 | Bob Akin Motor Racing | Porsche 935K3/80    | Dale Whittington   | John O’Steen        | Rang 2 und Klassensieg |              |
| 1984 | Bob Akin Motor Racing | Porsche 935-84      | Hans-Joachim Stuck | John O’Steen        | Rang 5                 |              |
| 1985 | Bob Akin Motor Racing | Porsche 962         | Hans-Joachim Stuck | Jim Mullen          | Ausfall                | Aufhängung   |
| 1986 | Bob Akin Motor Racing | Porsche 962         | Hans-Joachim Stuck | Jo Gartner          | Gesamtsieg             |              |
| 1987 | Bob Akin Motor Racing | Porsche 962         | James Weaver       | Steve Shelton       | Rang 6                 |              |

### Einzelergebnisse in der Sportwagen-Weltmeisterschaft
| Saison | Team                                                       | Rennwagen                                   | 1   | 2   | 3   | 4   | 5   | 6   | 7   | 8   | 9   | 10  | 11  | 12  | 13  | 14  | 15  | 16  | 17  |
| ------ | ---------------------------------------------------------- | ------------------------------------------- | --- | --- | --- | --- | --- | --- | --- | --- | --- | --- | --- | --- | --- | --- | --- | --- | --- |
| 1978   | Akin Racing Barbour Racing Preston Miller Distant Thunder  | Porsche 911 Carrera RSR Porsche 935 BMW 320 | DAY | SEB | MUG | TAL | DIJ | SIL | NÜR | LEM | MIS | DAY | WAT | VAL | ROD |     |     |     |     |
| 1978   | Akin Racing Barbour Racing Preston Miller Distant Thunder  | Porsche 911 Carrera RSR Porsche 935 BMW 320 | 7   | 5   |     | 5   |     |     |     | DNF |     | 19  | 10  |     | 16  |     |     |     |     |
| 1979   | Barbour Racing Distant Thunder Southwind                   | Porsche 935 BMW 320 Ford Escort AMC Gremlin | DAY | SEB | MUG | TAL | DIJ | RIV | SIL | NÜR | LEM | PER | DAY | WAT | SPA | BRH | ROA | VAL | ELS |
| 1979   | Barbour Racing Distant Thunder Southwind                   | Porsche 935 BMW 320 Ford Escort AMC Gremlin | 52  | 1   |     | 13  |     | 4   |     | DNF | DNF |     | DNF | 3   |     |     | 5   |     |     |
| 1980   | Racing Associates Mendez Woods Akin Amos Johnson RT Europe | Porsche 935 AMC Spirit Ford Capri           | DAY | BRH | SEB | MUG | MON | RIV | SIL | NÜR | LEM | DAY | WAT | SPA | MOS | ROA | VAL | DIJ |     |
| 1980   | Racing Associates Mendez Woods Akin Amos Johnson RT Europe | Porsche 935 AMC Spirit Ford Capri           | 54  |     | 5   |     |     | 5   |     |     | DNF | 10  | 7   | DNF | 6   | 5   |     |     |     |
| 1981   | Akin Racing Mauricio de Narváez Amos Johnson Holman        | Porsche 935 AMC Spirit Ford Capri           | DAY | SEB | MUG | MON | RIV | SIL | NÜR | LEM | PER | DAY | WAT | SPA | MOS | ROA | BRH |     |     |
| 1981   | Akin Racing Mauricio de Narváez Amos Johnson Holman        | Porsche 935 AMC Spirit Ford Capri           | 2   | DNF |     |     | 22  | 6   | DNF | DNF |     | 15  | 8   | 6   | 12  | DNF |     |     |     |
| 1982   | Akin Racing                                                | Porsche 935                                 | MON | SIL | NÜR | LEM | SPA | MUG | FUJ | BRH |     |     |     |     |     |     |     |     |     |
| 1982   | Akin Racing                                                | Porsche 935                                 | DNF |     |     |     |     |     |     |     |     |     |     |     |     |     |     |     |     |
| 1984   | Brun Motorsport                                            | Porsche 956                                 | MON | SIL | LEM | NÜR | BRH | MOS | SPA | IMO | FUJ | KYA | SAN |     |     |     |     |     |     |
| 1984   | Brun Motorsport                                            | Porsche 956                                 | 4   |     |     |     |     |     |     |     |     |     |     |     |     |     |     |     |     |